# Чучин (город)
Чучин — древний город в Киевском княжестве, упомянутый в летописи под 1110 годом в связи с половецким набегом. Отождествляется с городищем близ села Балыко-Щучинка Кагарлыкского района Киевской области, расположенного на правом берегу Днепра. Поселение состояло из детинца на холме площадью 1,2 га, а также окольного города (около 3,7 га) и селища-посада. Чучин входил в число укреплённых населённых пунктов, охранявших правобережье Днепра от половецких вторжений. Считается, что город погиб в ходе Батыева нашествия на Русь.

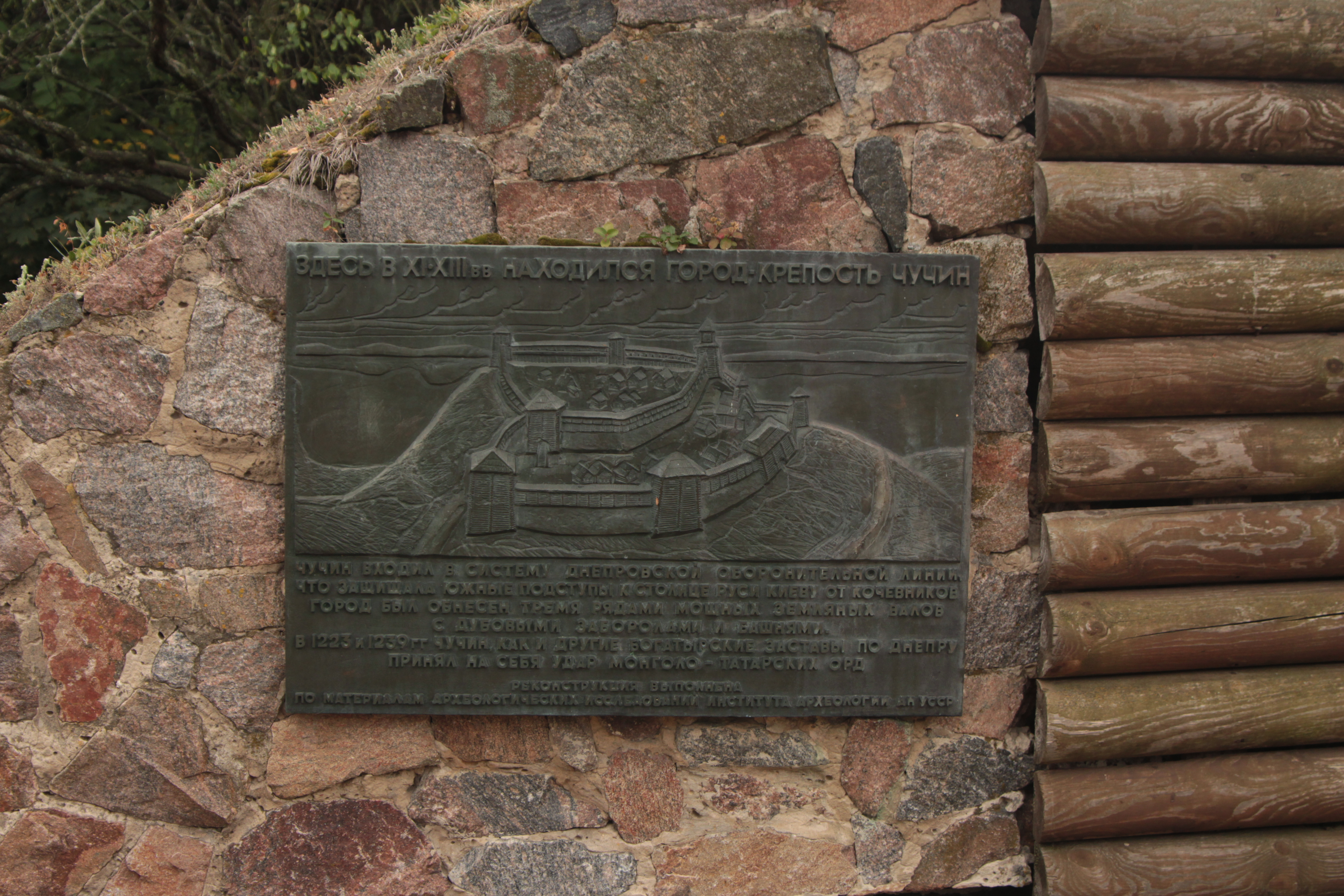
Памятная доска на городище Чучина

Археологические исследования выявили древнерусские предметы XI—XIII веков, которые позволяют заключить, что население Чучина занималось земледелием, ремёслами и военным делом. Судя по массовым находкам, город был основан во второй половине XI века. Сохранились остатки валов высотой до 4 м, проведена частичная реконструкция. В валу детинца прослежены два ряда деревянных клетей, внутренний из которых был жилым. Найдены остатки крепостной сигнальной башни. Обнаружены углублённые в землю жилища и более поздние наземные столбовые постройки. Многолетние раскопки памятника проводил Василий Довженок.
На месте городища установлен памятник Бояну — персонажу «Слова о полку Игореве». Также на месте городища мемориал в честь героев военной наступательной операции «Букринский плацдарм».